# 旗山碾米廠
旗山碾米廠位於高雄市旗山區，於民國九十三年（2004年）3月9日公告為歷史建築。該建築在日治時期為高雄州米穀納入組合的指定工場，目前歸旗山區農會供銷部管理。

## 沿革
旗山信用購買販賣利用組合於昭和十六年（1941年）購買碾米業者湊合使用平房店鋪的碾米工場後，因預料昭和十七年（1942年）稻穀產量將突破500萬斤，現有設備不敷使用，遂於隔年（1942年）4月申請興建碾米工場，預計興建碾米廠、穀倉、米檢查倉庫、事務所等建築，預估將耗資十萬圓，其中除一萬七千多圓由高雄州米穀納入組合補助外，餘款由旗山信用購買販賣利用組合的餘裕金提供。該工廠的碾米機來自關閉的鳳山德昌製米工場，由高雄州米穀納入組合以8400圓收購後，再用3360圓的價格轉賣給旗山信用購買販賣利用組合。

## 建築
廠房建築坐北朝南，可分為南北兩棟，為木造建築。南棟是稻穀的進貨與儲藏區，而高三層樓的北棟則是碾米廠，其西側堆放稻穀，東側則用來儲放精米。內部的機具大多是日治時期就沿用至今。